# Нижнє Бургундське королівство
Ни́жнє Бургу́ндське королівство (фр. royaume de Basse-Bourgogne), також відоме як Цис'юранська Бургундія (лат. Cisjurania Burgundia) або Прованське королівство (лат. Regnum Provinciae, фр. Royaume de Provence) — держава, утворена після розділу Середнього Франкського королівства, яке саме постало внаслідок поділу імперії Карла Великого. Королівство включало південно-східну частину сучасної Франції: історичні регіони Прованс, Дофіне, Комта-Венессен, Савою, а також деякі території на правому березі Рони (Ліонне і Вівар). Королівство було утворене в 879 році і проіснувало пів століття до 933 року, коли воно була об'єднане з Верхнім Бургундським королівством в єдине Бургундське (Арелатське) королівство.
Назва Цис'юранська Бургундія виникла через те, що ця частина Бургундії лежала «з цього боку» гірського масиву Юра, на відміну від «транс'юранської» Верхньої Бургундії.

## Виникнення
Виникнення королівства Нижня Бургундія пов'язано з розпадом Каролінзької імперії Карла Великого в середині IX століття. У 855 році Середнє Франкське королівство старшого онука Карла Лотара I, згідно з Прюмським договором, було розділено між його дітьми, в результаті чого було створено нову державу, що охоплювало більшу частину колишнього франкського Бургунського королівства від Юрських гір до Середземного моря, на чолі якого став молодший син Лотара I Карл. Адміністративний центр держави Карла перебував у Провансі, що і дало йому назву Прованське королівство (лат. Regnum Provinciae).
Після смерті Карла у 863 році Прованс і Дофіне потрапили під владу Італійського королівства брата Карла, імператора Людовика II. Однак на ці території також висунули претензії сильніші сусідні держави: Західного Франкського королівства (майбутньої Франції) і Східного Франкського королівства (майбутньої Німеччини), які очолювали рідні дядьки Людовика II. У 869 році вони уклали між собою Мерсенску угоду, в якій домовилися про розподіл територій колишнього «серединного королівства». Землі вздовж нижньої течії Рони і Прованс дісталися королю Західної Франкії Карлу II Лисому.
Карл Лисий помер у 877 році, а у 879 році помер і його син Людовик II, після чого в Західній Франкії настав період анархії. Аристократія і духовенство Провансу відмовилося визнати владу його наступників Людовика II. На синоді у Мантайлі вони обрали своїм королем впливового графа В'єннського і Прованського Бозона, який став таким чином першим за століття монархом на території Франкської імперії, що не належав до династії Каролінгів. До складу держави Бозона увійшла південна частина колишнього Бургундського королівства, тобто землі дієцезій Арля, Екса, В'єнна, Ліона, а також Савоя і Вівар. На цих територіях утворилась нова незалежна державу — Прованське королівство, що також було відоме як Нижнє Бургундське королівство.

## Політична історія

Бургундія в XI—XII століттях

Молода держава відразу піддалася атаці королів Західного Франкського королівства. У 880 році був захоплений Макон і ряд територій на північ від Ліона, однак взяти В'єнн не вдалося, і королівство Бозона в цілому зберегло територіальну цілісність.
Після смерті Бозона у 887 році, імператор Карл III Товстий визнав права його сина і спадкоємця Людовика III на королівство, і в 890 році Людовик був офіційно обраний королем Арля, Провансу і Нижньої Бургундії на зборах баронів королівства у Валансі. У 890-х роках Людовику довелося відбивати напади арабських піратів, які влаштували на землях його держави в гирлі Рони свою базу.
Зовнішня політика Нижньої Бургундії на початку X століття була орієнтована на боротьбу за імператорську корону. Король Людовик III, по матері був онуком імператора Людовика II, у 900 році висунув претензії на італійський престол і, зробивши похід через Альпи, коронувався в 901 році у Римі імператором Римської імперії. Однак незабаром війська Людовіка були розбиті маркграфом Фріульським Беренгаром I, а сам він був змушений повернутися до Провансу. Більш того, у 905 році король потрапив в полон до Беренгара, був осліплений і відмовився від претензій на Італію.
Після повернення до Провансу Людовик відійшов від управління, передавши значну частину своїх повноважень Гуго, графу Арльському, одруженому з сестрою короля. Гуго фактично правив Нижньою Бургундією до смерті Людовіка Сліпого в 928 році, після чого став його наступником.
Він переніс столицю держави з В'єнна в своє родове місто Арль, що різко підвищило значення Провансу в складі королівства. З 925 року Гуго носив титул короля Італії і продовжував боротьбу за владу на Апеннінському півострові. Його головним противником в Італії був Рудольф II, король Верхнього Бургундського королівства, що також поклав на себе лангобардську корону.
Для боротьби з ним Гуго спробував привернути на свій бік Францію, результатом чого стало пред'явлення французьким королем претензій на сюзеренітет над Ліоном і В'єннським графством. Це стало однією з причин укладання в 933 році договору між двома бургундськими монархами: Рудольф II відмовлявся на користь Гуго від своїх претензій на Італію, а Гуго поступався Рудольфу престолом Нижньої Бургундії. Наслідком угоди 933 року стало об'єднання Верхньої і Нижньої Бургундії в єдине Бургундське королівство, столиця якого залишилась в Арлі, через що держава отримала свою другу назву — Арелатське королівство.

## Втрата незалежності

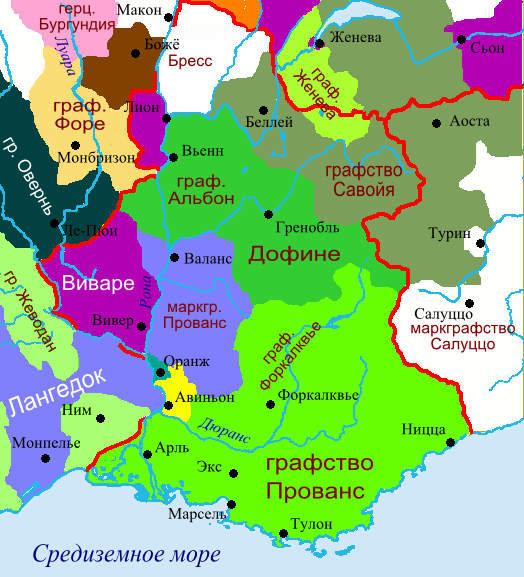
Політичні утворення на території Нижньої Бургундії в 1200 році
Володіння графів Провансу
Володіння графів Тулузи
Володіння графів Савойських
Володіння дофінів В'єнна
Володіння королів Арагона
Церковні володіння Червоною лінією позначено межі Нижньої Бургундії, Франції та Італії на 1200

Після смерті останнього монарха незалежної Бургундії Рудольфа III у 1032 році, королем був обраний імператор Конрад II. У результаті Нижня і Верхня Бургундії опинилися в складі Священної Римської імперії. Однак фактична влада в регіоні перейшла місцевим правителям: графам Прованським на півдні та графам Савойським і Альбонським на півночі. Хоча імператори до XIV століття продовжували носити титул короля Бургундії, в цьому регіоні стали посилюватися позиції Франції, яка поступово підпорядкувала своїй владі майже всі державні утворення, що склалися на території колишнього Арелатського королівства (Нижньо Бургундії).

## Список королів Нижньої Бургундії
- 855—863: Карл, король Провансу;

- 863—875: Людовик II, імператор Священної Римської імперії;
- 875—877: Карл II Лисий, імператор Священної Римської імперії;
- 877—879: Людовик II Заїка, король Західнофранкського королівства;

- 879-887: Бозон В'єнський, король Нижнього Бургундського королівства;
- 887—928: Людовик III Сліпий, король Нижнього Бургундського королівства, імператор Священної Римської імперії;
- 928—933: Гуго, король Нижньої Бургундії, король Італії;

- 933—937: Рудольф II, король Верхнього і Нижнього Бургундських королівств;
- 937—993: Конрад I, король Бургундського (Арелатського) королівства;
- 993—1032: Рудольф III, король Бургундського (Арелатського) королівства.
- 1034: входження Бургундського (Арелатського) королівства до складу Священної Римської імперії.